# Lightning (motore a razzo)
Lightning (ufficialmente Lightning 1) è un motore a razzo bipropellente a singola camera alimentato a kerolox per applicazioni nel vuoto. È stato sviluppato da Firefly Aerospace per il secondo stadio del razzovettore Alpha.
| Lightning                 | Lightning                                  |
| ------------------------- | ------------------------------------------ |
| Progettista               | Firefly Aerospace                          |
| Volo inaugurale           | 02/09/2021                                 |
| Stato                     | In produzione                              |
| Propellenti               | kerolox                                    |
| Spinta                    | 70.1 kN (15,759 lbf) nel vuoto             |
| Impulso specifico         | 322 s nel vuoto                            |
| Pressione in camera       |                                            |
| Alimentazione             | Turbopompa a ciclo tap off                 |
| Raffreddamento            | Rigenerativo                               |
| Accensione                | Ipergolica a TEA/TEB Riaccendibile 1 volta |
| Orientazione della spinta |                                            |
| Manetta                   | 20%                                        |

## Storia
Lo sviluppo di Lightning inizia dopo la rifondazione della fallita Firefly Space Systems in Firefly Aerospace, per lo sviluppo del razzovettore Alpha, come motore per il secondo stadio.
Il primo test di fuoco di un Lightning operativo risale al 15 marzo 2018.
il 3 Settembre 2021 viene eseguito il primo test di volo del vettore Alpha con un Lightning. La missione fallisce a causa di un malfunzionamento dun motore Reaver al primo stadio.
Il secondo lancio di Alpha viene eseguito il 1 Ottobre 2022, portando a termine la missione con un inserimento in orbita inferiore rispetto al nominale, porta il carico a rientrare alcuni giorni dopo il lancio. Ciononostante, Firefly Aerospace riafferma il comportamento nominale di entrmabi gli stadi, confermando il corretto funzionamento del Lightning.
Dopo il terzo lancio di Alpha avvenuto con successo, durante il quarto lancio il Lightning al secondo stadio fallisce la riaccensione per l'inserimento orbitale del satellite Tantrium di Lockheed Martin, che decade meno di due mesi dopo.

## Tecnica
Il motore è alimentato da una singola turbopompa per entrambi i propellenti sfruttando un ciclo tap off aperto che prevede l'estrazione del fluido di lavoro della turbina direttamente dalla camera di combustione.
La camera di combustione è raffreddata rigenerativamente usando il combustibile, ed inoltre la sezione avanzata dell'ugello è raffreddata dal getto d'uscita della turbina, espanso a sua volta da un ugello metallico dedicato.
L'accenditore è un dispositivo a combustione ipergolica di TEA/TEB, che conferisce alla fiamma d'accensione la colorazione verde caratteristica del motore. L'accensione ipergolica permette la riaccendibilità del motore, prerogativa prevista nel profilo di missione nominale.
Un singolo Lightning produce 70.1 kN di spinta nel vuoto con un impulso specifico di 322 s. La spinta del motore è modulabile fino al 20%.